# Portrait du duc de Benavente
Le Portrait du duc de Benavente (Juan Alonso de Pimentel y Herrera) est une peinture à l'huile du Greco (1541-1614) conservée en France, au  musée Bonnat-Helleu de Bayonne et réalisée entre 1597 et 1603. Elle mesure 101 × 76 cm et porte le numéro d'inventaire 13.

## Description
Ce portrait représente un Grand d'Espagne, portant une épée à peine visible sur le côté droit. Il s'agit probablement de Juan Alonso Pimentel de Herrera y Enríquez (1552-1621), VIIIe comte et Ve duc de Benavente, VIIIe comte de Mayorga et IIIe comte de Villalón, chevalier, puis commandeur de l'Ordre de Saint-Jacques-de-l-Épée. À l'époque de la commande de ce portrait, le duc de Benavente est vice-roi de Valence (1598-1602) et époux de la fille de Luis de Zúñiga y Requesens, ancien gouverneur des Pays-Bas espagnols mort en 1576. En 1603, le duc de Benavente est nommé par Philippe III vice-roi de Naples qu'il défend contre les incursions des Turcs. 
L'homme vêtu de noir aux traits nets regarde le spectateur avec de grands yeux, il porte une cape noire fusionnant avec l'arrière-plan. Comme dans de nombreux autres portraits du Greco avec un fond sombre, sa tenue tranche avec la grande et pesante fraise de dentelle blanche qu'il porte au cou et les manchettes blanches. L'attitude de ce grand seigneur est très similaire au modèle de l'œuvre antérieure du peintre intitulée Le Gentilhomme à la main sur la poitrine.